# Чарнецкий, Кшиштоф
Кшиштоф Чарнецкий (ок. 1564—1636) — дворянин королевский, староста хенцинский (1618) и живецкий (1625).

## Биография
Представитель среднего польского шляхетского рода Чарнецких герба «Лодзя». Во время междуцарствия Кшиштоф Чарнецкий поддерживал гетмана и канцлера великого коронного Яна Замойского и присоединился к сторонникам Сигизмунда III Вазы, в январе 1588 года участвовал в разгроме коронной армией австрийцев и их польских союзников в битве под Бычиной в Силезии. В звании дворянина сопровождал нового короля во время его двух поездок в Швецию в 1593 и 1598 годах.
Участвовал в польско-шведской войне (1600—1611), в битве под Кирхгольмом в 1605 году проявил большое личное мужество. Принимал участие в походе на Москву во время русско-польской войны (1609—1618). В 1618 году за свои заслуги получил звание старосты хенцинского, а в 1625 году по протекции польской королевы Констанции Габсбург её муж Сигизмунд III Ваза пожаловал его должностью старосты живецкого.
Был дважды женат. От первого брака с Кристиной Жешовской имел десять сыновей и одну дочь. Вторично женился на Ядвиге Бжостовской, от брака с которой не имел потомства. Среди его сыновей были знаменитый польский полководец Стефан Чарнецкий, полковник Павел Чарнецкий, иезуит Францишек Чарнецкий, мечник черниговский Мартин Чарнецкий.
В 1634 году Кшиштоф Чарнецкий отказался от кальвинизма и перешел в католическую веру. Был похоронен в костёле св. Войцеха и св.епископа Станислава в Калише.